# Nabis rugosus
Nabis rugosus is een wants uit de familie sikkelwantsen (Nabidae).

## Uiterlijk
Nabis rugosus is geelbruin tot roodachtig bruin, heeft lichte dekvleugels en is meestal kortvleugelig (brachypteer). De voorvleugels komen dan net niet tot het eind van het abdomen. Langvleugelige (macropteer) roodbruine sikkelwantsen zijn zeldzamer. De langvleugelige wantsen lijken op Nabis ferus en de Nabis pseudoferus. Op de poten zijn roodbruine tot bruine punten. De lengte is 6-7,8 mm.
De nimfen zijn donkerbruin en hebben vaak een rood streeppatroon.

## Verspreiding en levenswijze
De soort leeft in Europa en Siberië. Hij wordt gevonden in biotopen met grassen en kruiden. In Europa is het een algemeen voorkomende wants, in Nederland komt hij hoofdzakelijk in de provincies Overijssel, Gelderland, Noord-Brabant en Limburg voor, maar wordt tegenwoordig ook wel op andere plaatsen gevonden.
Hij is roofzuchtig en voedt zich met insecten. De volwassen wantsen overwinteren. Eén generatie per jaar. De eieren worden in grasstengels afgezet. Vanaf augustus verschijnt er een nieuwe generatie volwassenen.